# La venganza de Sandokán
La venganza de Sandokán (italiano:Sandokan alla riscossa) es una novela de aventuras del escritor italiano Emilio Salgari. Fue publicada en 1907.

## Trama
Borneo, 1869. Ha llegado el momento de Sandokán. Si hasta ahora había luchado para ayudar a sus amigos, la siguiente misión consistirá en recuperar su trono y vengar la muerte de toda su familia a manos del usurpador

## Títulos alternativos en español
- La editorial Maucci de Barcelona, publicó La venganza de Sandokán en un solo volumen en 1911. Traductor: Alfredo Opisso. Ilustraciones originales de G. D'Amato.
- La editorial Orbis, de Barcelona, en su colección «Emilio Salgari», la publicó en dos tomos: Sandokán y El desquite de Sandokán.

- Datos: Q17518192